# Cheval-Blanc
 Cheval-Blanc  es una población y comuna francesa, en la región de Provenza-Alpes-Costa Azul, departamento de Vaucluse, en el distrito de Apt y cantón de Cavaillon.
Está integrada en la Communauté de communes Provence - Luberon - Durance.

## Demografía
| 1839 | 1880 | 2029 | 2372 | 3032 | 3524 |
| Para los censos de 1962 a 1999 la población legal corresponde a la población sin duplicidades (Fuente: INSEE [Consultar]) |      |      |      |      |      |

Forma parte de la aglomeración urbana de Cavaillon.